# Daniel Steres
Daniel Steres, né le 11 novembre 1990 à Burbank en Californie, est un joueur américain de soccer. Il joue au poste de défenseur central au Dynamo de Houston en MLS.

## Biographie
Daniel Steres commence sa carrière en étant drafter par le Deportivo Chivas USA le 17 janvier 2012. Mais il résilie son contrat deux semaine plus tard. Libre il rejoint en avril les Ventura County fusion et joue ces deux premiers matches professionnels en US Open Cup.
Le 22 juin 2012, il part libre chez les Sounders de Seattle et joue 6 matchs avec la réserve, avant de partir une nouvelle fois libre en janvier 2013. En mars, il rejoint les Hammerheads de Wilmington, et joue une saison complète en USL Championship, la seconde division du soccer américain.
En mars 2014, il rejoint libre l'équipe la réserve de l'équipe des Galaxy de Los Angeles en USL Championship et rejoint fort de ces belles prestation l'équipe première du Galaxy pour jouer en MLS le 17 décembre 2015.
Après 6 ans et 151 matchs, Daniel Steres et transférer pour 500 milles euros chez les Dynamo de Houston le 12 décembre 2021. En plus de continuer à jouer en MLS, il remporte son premier trophée, l'US Open Cup de la saison 2022/2023.

## Palmarès
- vainqueur de l'US Open Cup 2022/2023 avec le Dynamo de Houston